# ATP Tour World Championships 1998
La edición 29 de la Tennis Masters Cup se realizó del 24 al 29 de noviembre de 1998 en Hanóver, Alemania.

## Individuales

### Clasificados
- Pete Sampras
- Marcelo Ríos (se retira)
- Andre Agassi (se retira)
- Carlos Moyá
- Àlex Corretja
- Karol Kučera
- Tim Henman
- Yevgeny Kafelnikov
- Suplentes: Greg Rusedski y Albert Costa

### Grupo rojo
| Resultados Round Robin-Win | Result-Res | -Winner-Winner-Winner-Win | -Score-Score-Score-Score |
| -------------------------- | ---------- | ------------------------- | ------------------------ |
| Pete Sampras (USA)         | derrota a  | Yevgeny Kafelnikov (RUS)  | 6–2, 6–4                 |
| Pete Sampras (USA)         | derrota a  | Carlos Moyá (ESP)         | 6–3, 6–3                 |
| Pete Sampras (USA)         | derrota a  | Karol Kučera (SVK)        | 6–2, 6–1                 |
| Carlos Moyá (ESP)          | derrota a  | Yevgeny Kafelnikov (RUS)  | 7–5, 7–5                 |
| Carlos Moyá (ESP)          | derrota a  | Karol Kučera (SVK)        | 6–7(5), 7–5, 6–3         |
| Yevgeny Kafelnikov (RUS)   | derrota a  | Karol Kučera (SVK)        | 6–7(3), 6–3, 6–2         |

### Grupo blanco
| Resultados Round Robin-Win | Result-Res | -Winner-Winner-Winner-Win | -Score-Score-Score-Score |
| -------------------------- | ---------- | ------------------------- | ------------------------ |
| Àlex Corretja (ESP)        | derrota a  | Albert Costa (ESP)        | 6–2, 6–4                 |
| Àlex Corretja (ESP)        | derrota a  | Andre Agassi (USA)        | 5–7, 6–3, 2–1 retirado   |
| Tim Henman (GBR)           | derrota a  | Marcelo Ríos (CHI)        | 7–5, 6–1                 |
| Tim Henman (GBR)           | derrota a  | Àlex Corretja (ESP)       | 7–6(4), 6–7(4), 6–2      |
| Greg Rusedski (GBR)        | derrota a  | Albert Costa (ESP)        | 7–6(5), 6–1              |
| Greg Rusedski (GBR)        | derrota a  | Tim Henman (GBR)          | 6–2, 6–4                 |

| Resultados Etapa Final-Win | -Winner-Winner-Winner-Win | Result-Res | -Winner-Winner-Winner-Win | -Score-Score-Score-Score |
| -------------------------- | ------------------------- | ---------- | ------------------------- | ------------------------ |
| Semifinal                  | Carlos Moyá (ESP)         | derrota a  | Tim Henman (GBR)          | 6-4 3-6 7-5              |
| Semifinal                  | Àlex Corretja (ESP)       | derrota a  | Pete Sampras (USA)        | 4-6 6-3 7-6(3)           |
| Final                      | Àlex Corretja (ESP)       | derrota a  | Carlos Moyá (ESP)         | 3-6 3-6 7-5 6-3 7-5      |

| Predecesor: 1997 | ATP World Tour Finals 1998 | Sucesor: 1999 |

- Datos: Q1750266